# Reichswerke Hermann Göring

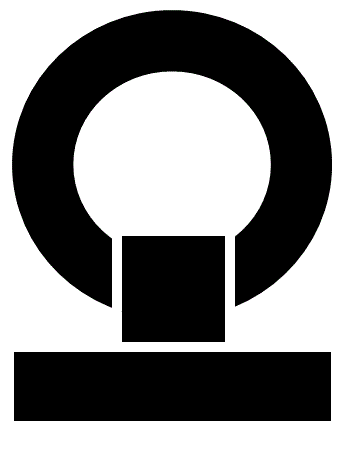
Le logo de la Reichswerke, similaire aux armes de Göring

La Reichswerke Hermann Göring était un conglomérat industriel de l'Allemagne nazie. Elle fut fondée en juillet 1937 pour extraire et raffiner le minerai de fer de Salzgitter jugé non rentable économiquement par les aciéries privées. Détenue par l’État, elle était vue comme un moyen de hâter l'extraction et la production de fer et d'acier, sans se reposer sur les plans et les avis des industriels, qui s'opposaient aux visions stratégiques d'Adolf Hitler. En novembre 1937, Hermann Göring obtint un accès sans limite aux financements étatiques et lança une série de fusions-acquisitions, se diversifiant dans l'industrie militaire avec l'absorption de Rheinmetall. Göring lui-même supervisait la Reichswerke sans la posséder toutefois et n'en tira pas de profit personnel, bien qu'il ait parfois retiré de l'argent des caisses pour son usage personnel.
Après l'Anschluss, la Reichswerke absorba des industries lourdes autrichiennes, incluant celles possédées par des investisseurs allemands privés. L'ensemble d'aciéries et de compagnies satellites situé à Linz devint son atout le plus important. Les autorités nazies considéraient les compagnies annexées comme propriétés de l’État et refusaient d'en partager les bénéfices avec les industriels allemands. Après l'occupation allemande de la Tchécoslovaquie, la Reischwerke absorba entre 50 et 60 % de l'industrie lourde tchécoslovaque. Le schéma se répéta dans les pays occupés : Pologne, France et Union soviétique. La Reichswerke pilotait des industries absorbées aussi éloignées de sa base que Liepāja en Lettonie ou Donetsk en Ukraine orientale. Elle fournit un huitième de l'acier allemand durant la Seconde Guerre mondiale et constitua un complexe militaro-industriel contrôlé par les nazis indépendant des intérêts privés. À la fin 1941, alors que Paul Körner est le président du conseil de surveillance, la Reichswerke Hermann Göring devint la plus importante compagnie européenne et probablement mondiale, avec un capital de 2,4 milliards de reichsmarks et un demi-million d'ouvriers.
En 1942, la taille de la structure, devenue inefficace, fut réduite. Les fabriques d'armement et de munitions furent intégrées au Ministère de l'Armement ; l'extraction de fer et la fabrication d'acier, activité cœur de la Reichswerke, continua  sous la houlette de Göring jusqu'à la fin de la guerre, bien qu'à perte. Le conglomérat fut démantelé par les Alliés en 1944-45, bien que l'usine de Salzgitter ait poursuivi ses activités en tant que Reichswerke jusqu'en 1953. Le logo initial, à l'imitation des armes de Göring, fut utilisé par Peine+Salzgitter jusqu'au milieu des années 1980.

## Salzgitter

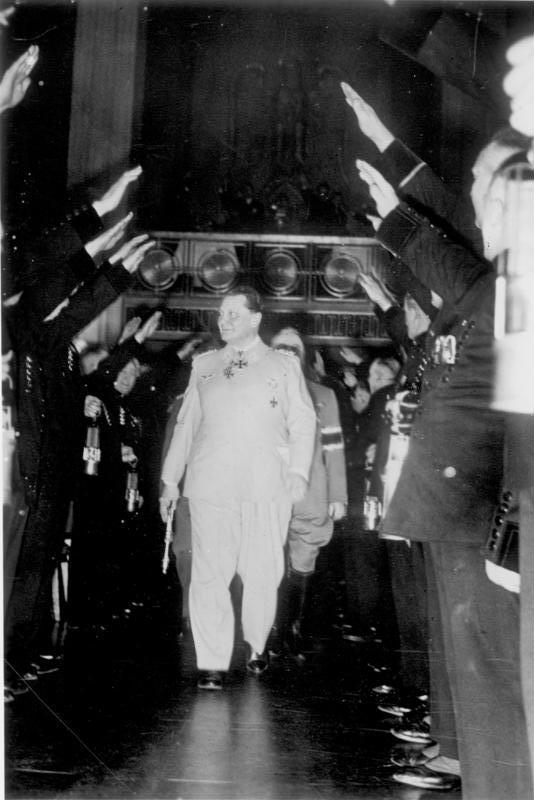
1941. Göring à une assemblée de mineurs. D'après la légende, seuls 57 de ces 625 hommes appartenaient à la Reichswerke.

En 1935-36, l'industrie allemande de l'acier, concentrée dans la région de la Ruhr, s'était remise de la Grande Dépression et avait presque atteint l'utilisation complète de ses aciéries. Elle était alors dominée par les groupes Vereinigte Stahlwerke (en), Krupp, Gutehoffnungshütte et Mannesmann. Trois quarts du minerai de fer utilisé en Allemagne était importé ; les réserves de la région de Salzgitter étaient jugées de trop mauvaise qualité pour être rentables,. La demande de fer et d'acier s'accroissait avec la remilitarisation, aggravant la dépendance aux importations. Des personnalités influentes au sein du Parti Nazi, y compris le conseiller économique d'Hitler, Willhelm Keppler, se rallièrent à l'augmentation de la production intérieure de minerai.
La production de minerai de fer devint le principal problème du Plan de Quatre Ans (1936-40). En octobre 1936, Göring apprit que Stewarts & Lloyds, dans sa fonderie de Corby, avait fondu des minerais de basse qualité avec succès ; cette avancée technologie faisait tomber les obstacles aux plans de Göring. En décembre 1936, il annonça que le minerai, le fer et l'acier allemands étaient devenus une priorité nationale et qu'il ne tolèrerait pas d'hésitations ou d'obstructions de la part des propriétaires privés de ces ressources. Les capitalistes s'élevèrent contre une augmentation rapide de la production nationale et Göring prépara la prise de contrôle de la production de minerai par l’État.
Durant le premier semestre 1937, Göring fit campagne pour une industrie sidérurgique auto-suffisante contre les "barons de l'acier". Son discours radical accrut son poids politique et réduisit au silence l'opposition. L'objectif de Göring d'aligner l'économie avec les plans stratégiques d'Hitler fut pleinement soutenu par la presse nazie. Le danger de se reposer sur les importations fut démontré par les grèves et l'opinion anti-nazie en Suède, ainsi que par le succès du Front populaire en France. En juillet 1937, les barons furent stupéfaits par un décret qui créait la Reichswerke, une compagnie chargée de surpasser la Ruhr en termes de production d'acier fini. Craignant une surcapacité industrielle et une compétition à mort avec l’État, ils tentèrent prudemment de trouver un moyen d'infléchir les plans de Göring. Ils s'allièrent avec Hjalmar Schacht, adversaire de Göring, qui lui refusa le financement de l’État.
Le 23 juillet 1937, Göring annonça que la Reichswerke allait commencer à extraire et traiter le minerai de Salzgitter et que l’État achèterait des dépôts privés de minerai en échange de participations minoritaires dans les nouvelles sociétés du conglomérat. Paul Pleiger (en) devint le directeur général. Les critiques arguèrent du fait que le projet Salzgitter consommerait plus d'acier qu'il n'en produirait pendant trois ans. La Ruhr tenta de réagir de manière concertée, mais la surveillance et les écoutes téléphoniques informèrent à l'avance Göring des manœuvres des barons et il les neutralisa par des menaces et des promesses. Ceux-ci évitèrent la confrontation ouverte avec le régime, mais la confiance entre les grands industriels et l'appareil nazi était définitivement brisée. Schacht fut contraint à la démission en novembre 1937 et Göring lui succéda dans ses fonctions.
Le projet Salzgitter s'appuya sur de la main-d’œuvre venue d'Allemagne, d'Autriche, des Pays-Bas, d'Italie et d'autres pays. La première fonte fut produite en octobre 1939 et le premier acier en août 1940. Une importante usine métallurgique, Stahlwerke Braunschweig, fut construite à proximité, démarrant sa production en mars 1940 ; elle devint finalement la plus grande usine du pays, employant dix mille personnes. La majeure partie du personnel de Salzgitter était étrangère. En cinq ans, de 1937 à 1942, la population fut multipliée par cinq. Les habitations ne suffisaient pas, même pour les travailleurs allemands ; les travailleurs étrangers étaient forcés de vivre dans l'un des soixante-dix camps de fortune. La Gestapo administrait sur place un camp disciplinaire pour les travailleurs délinquants. Le travail forcé des prisonniers des camps de concentration n'intervint pas avant mai 1944 ; les trois camps qui fournissaient des esclaves à Salzgitter détinrent jusqu'à 6500 prisonniers. Un autre camp, Drütte, fournit quant à lui des prisonniers pour les usines de munitions de la Reichswerke (voir la liste des camps annexes de Neuengamme). Salzgitter fut plusieurs fois la cible de bombardements alliés mais les dommages furent insignifiants ; les hauts fourneaux fonctionnèrent jusqu'à la capture de l'usine par les Américains en avril 1945.

## Expansion

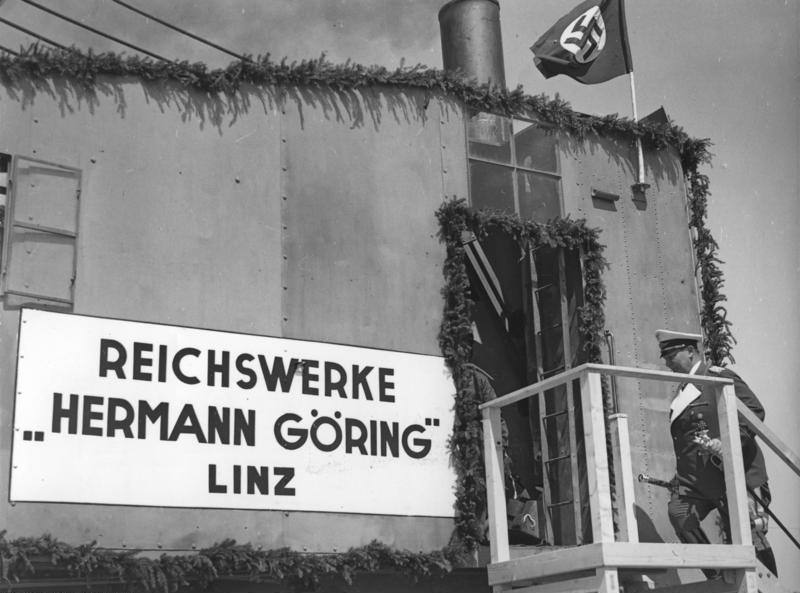
13 mai 1938. Hermann Göring visite le site de la Reichswerke à Linz.

Après le départ forcé de Schlacht en novembre 1937, la Reichswerke crût rapidement tandis que les aciéries privées de la Ruhr étaient dépouillées de leur capital (leur capacité combinée resta de 16 millions de tonnes par an jusqu'à l'éclatement de la Seconde Guerre mondiale). En février 1938, Göring augmenta le capital de la Reichswerke de 5 à 400 millions de reichsmarks. Ceci fut le début d'une série de fusions. En avril de la même année, la Reichswerke s'aventura dans la production d'armes avec l'absorption de Rheinmetall,. Dans les mois suivants, la Reichswerke, jusqu'alors une insignifiante compagnie productrice d'acier allemande, fut consolidée par la plupart des industries lourdes autrichiennes depuis l'extraction du minerai à la production des armes avancées.
Göring se tourna vers l'acier autrichien en 1937. L'Anschluss, en mars 1938, lui donna un accès presque illimité aux ressources autrichiennes. Les activités de la Reichswerke en Autriche montrèrent que Göring percevait les biens confisqués comme propriétés de l'État et rechignait à partager les richesses avec les investisseurs privés allemands - à l'inverse, la Reichswerke absorba des sociétés déjà détenues par des entrepreneurs allemands et évinça totalement les barons de la Ruhr de l'industrie autrichienne. Sa cible principale en Autriche, Alpine Montangesellschaft, était détenue à 56% par Vereinigte Stahlwerke (en) (VS). Immédiatement après l'Anschluss, Göring conseilla à VS d'augmenter la cadence de production du minerai de fer en Autriche ; de nouveau, le secteur privé refusa par peur de la surproduction. La Reichswerke fit alors l'acquisition d'une part minoritaire d'Alpine puis prit le contrôle total de la société dans les six mois suivants,. La pression règlementaire menaçait de déprécier la compagnie et VS s'écarta. Les ressources en minerai d'Alpine était vitales pour le second grand projet de Göring : l'ensemble d'aciéries à intégration verticale de Linz qui incluait aussi Eisenwerke Oberdonau (en) et de nombreuses compagnies de construction et de transport. Göring, avec ses fonctions de Président de la Prusse et chef de la Luftwaffe, établit également des liens serrés entre la Reichswerke et les industries aéronautiques et pétrolières.
Les relations entre l'État et les barons continuèrent à se dégrader et Göring utilisa les mêmes schémas d'intimidation pour extorquer aux patrons autrichiens, puis tchécoslovaques, le contrôle de leurs entreprises. La Reichswerke prit le contrôle de 50 à 60% de l'industrie lourde tchécoslovaque, légèrement moins en Autriche. Les mécanismes de prise de contrôle allait de l'achat de bonne foi des stocks en passant par le contrôle au moyen des banques locales - elles-mêmes contrôlées - jusqu'à la confiscation pure et simple, comme ce fut le cas de l'aciérie britannique contrôlée par la famille Rothschild à Vitkovice. Les Sudètes, annexées en 1938, amenèrent les premières réserves substantielles de charbon. En Allemagne, les barons de la Ruhr furent réduits à fournir du charbon aux hauts-fourneaux de Salzgitter, mis en service en 1939, à des prix inférieurs au marché. L'"acquisition" des mines de charbon polonaises permit à la Reichswerke d'abaisser encore le prix du charbon.
Après le début de la Seconde Guerre mondiale, la Reichswerke abandonna les formalités de façade du temps de paix et prit purement et simplement le contrôle des entreprises qui l'intéressait. Elle se déclara "patron de trust pour l'Allemagne", chevalier blanc sauvant les pays occupés du "colonialisme" du secteur privé.